# Oblivion (Mastodon)
Oblivion è un singolo del gruppo musicale sludge metal statunitense dei Mastodon, secondo singolo estratto dal disco Crack the Skye uscito nel 2009.

## La canzone
Come del resto tutto il disco, Oblivion è più progressive che sludge, come nei dischi precedenti. La canzone comincia con un riff quasi del tutto all'unisono delle chitarre che non verrà mai più ripetuto all'interno del brano. A questo punto comincia il primo verso, diviso in due parti, la prima, cupa e calma, cantata da Brann Dailor e la seconda da Troy Sanders. Poi c'è il ritornello cantato da Brent Hinds, e, dopo un altro verso ed un altro ritornello, si sente un suo lento e lungo assolo Progressive seguito dall'ultimo ritornello e dalla fine del brano.

### Il video
Nel video si alternano scene che mostrano la band suonare in uno scenario post-apocalittico, e altre ambientate su una stazione spaziale. All'inizio del video si vede il batterista Brann Dailor all'esterno della stazione mentre effettua delle riparazioni, venendo poco dopo ucciso da una strana luce. Sanders cerca invano di recuperare il cadavere di Dailor con un braccio meccanico, mentre Hinds esce dalla stazione per continuare le riparazioni. Dopo aver notato anch'egli le strane luci, Hinds rimuove il suo elmetto, morendo all'istante. Bill Kelliher, che aveva notato a sua volta le luci, rilascia l'airlock, venendo risucchiato nello spazio. Alla fine del video si può vedere Sanders indossare una tuta spaziale e uscire dalla stazione, fermandosi a osservare i corpi degli altri membri che fluttuano nello spazio.

## Formazione
- Brent Hinds - chitarra, voce
- Bill Kelliher - chitarra
- Troy Sanders - basso, voce
- Brann Dailor - batteria